# Крістіан Діор
Крістіан Діор (фр. Christian Dior, 21 січня 1905, Гранвіль, Нормандія — 24 жовтня 1957, Монтекатіні Терме, Тоскана) — французький модельєр одягу, засновник модного дому Christian Dior.

## Біографія
Крістіан Діор народився 21 січня 1905 року в невеликому нормандському містечку Гранвіль, колишньому рибальському порту на березі Ла-Маншу на північному заході Франції. У 1911 році сім'я маленького Крістіана переїхала до Парижа. Батьки у нього були забезпеченими людьми, тому, попри те, що був другим з п'яти дітей, у дитинстві він ні в чому не мав нестатку. Його батько зробив статки на торгівлі хімічними добривами, а матір перетворювала гроші в задоволення. Початкову освіту він здобув удома, і спочатку, за наполяганням батьків, готувався до дипломатичної кар'єри. Крістіан вступив у Вільну школу політичних наук, але на цьому його політична діяльність і закінчилася. Замість занять з міжнародного права і географії, майбутній кутюр'є бував у музеях, навчався музичній композиції і живопису. У 1928 році Крістіан з одним Жаном Бонжаком відкрив артгалерею, де виставлялися роботи Дерена, Матісса, Пікассо.
Трагічним для Крістіана став 1931 рік: від раку помирає його мати, а батько, ставши жертвою шахрайства, зазнає банкрутства і захворює на сухоти. Закривається і галерея Крістіана, адже здебільшого вона фінансувалася його батьком. Саме тоді він почав продавати свої малюнки: ескізи капелюшків і суконь друкують в журналі Le Figaro Illustre. Попри те, що його моделі капелюхів користувалися набагато більшим успіхом, ніж одяг, Крістіан вирішує спеціалізуватися саме на моделях одягу. У 1938 він був помічений відомим модельєром Робером Піге (Robert Piguet), але війна перешкодила бурхливому розвитку кар'єри. Діор йде в армію і служить на півдні Франції. Але вже в 1941 році він повертається до Парижа і працює для відомого модельного будинку Lucien Lelong.
У 1942 році Крістіан створив парфумерну лабораторію, що виросла потім у фірму Christian Dior Perfume. «Досить відкрити флакон, щоб виникли всі мої сукні, а кожна жінка, яку я одягаю, залишала за собою цілий шлейф бажань. Парфуми — необхідне доповнення особистості жінки, це завершальний акорд для сукні, це троянда, якою Ланкре підписував свої картини», — пояснював пізніше свій задум Діор.
Після війни, в 1946 році, за фінансової підтримки текстильного фабриканта Marcel Boussac, він відкриває власний будинок моди. У своїй першій же колекції 1947 року Діор створює абсолютно нову концепцію New Look. Це була «романтична лінія», з новим варіантом кріноліну, тонкою талією і прилеглим ліфом. У цьому силуеті він втілив власне уявлення про жіночність, якої так не вистачало в епоху війни з її форменим одягом і «трудовою повинністю» для жінок. Спочатку до нового дизайнера поставилися з побоюванням, однак вже через рік вся Європа і Америка прийняли новий стиль.

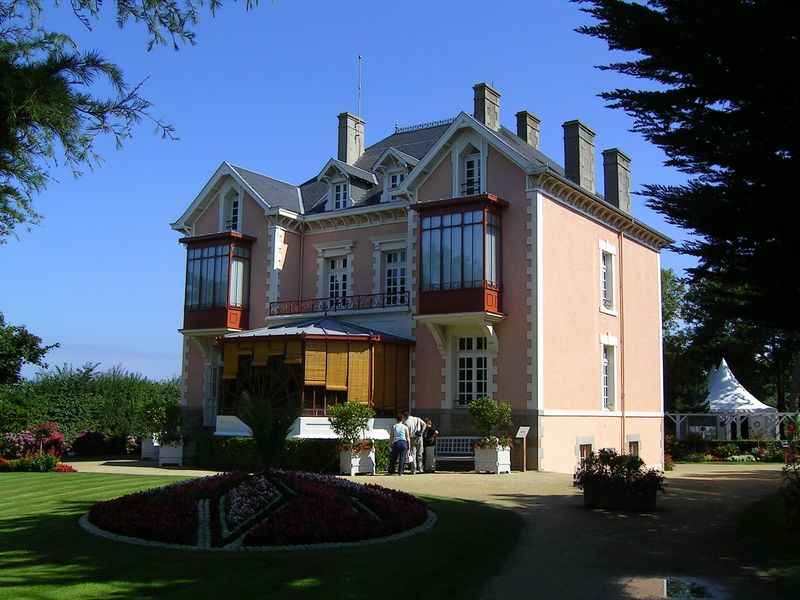
Дім-музей Діора в Гранвілі

Саме завдяки своєму оптимізму і гострому інстинкту, що дозволяє йому вгадувати, що потрібно післявоєнній Франції, Діор став одним з тих, хто допоміг повернути повоєнному Парижу статус столиці світової моди. Разом зі своїм партнером Жаком Руе, Діор став першим застосовувати ліцензійні угоди в модельному бізнесі. Вже в 1948 році він упорядковує ліцензування виробництва своїх моделей у різних регіонах Франції і всього світу. Таким чином, фірмовий знак Діор швидко з'явився у всіх куточках земної кулі.
Великий дизайнер пішов з життя 24 жовтня 1957 року в 52-річному віці від серцевого нападу в Монтекатіні-Терме (Італія, Тоскана). У його сімейному будинку в Гранвілі нині існує музей.
Модний дім Christian Dior став колискою багатьох видатних дизайнерів XX століття. Так, в 1953 році на фірму приходить молодий Ів Сен Лоран (Yves Saint Laurent). Після раптової смерті Діора, Ів Сен Лоран стає провідним модельєром будинку Dior. Після того як Ів Сен Лоран призивається на військову службу в 1960 році, його місце займає Марк Боан (Marc Bohan), який вів дім Dior, поки його не змінив Джанфранко Ферре (Gianfranco Ferre) в 1989 році. У жовтні 1996 року на посаду головного модельєра будинку Dior був затверджений Джон Гальяно (John Galliano).
Діор став також піонером активного синтезу haute couture («високої моди») і сценографії: був художником з костюмів в кількох спектаклях («Школа лихослів'я» за Рішаром Шеріданом (Richard Sheridan) в Театрі де Матюрін, 1940; ряд постановок Ролана Петі (Rolan Petit), 1950-ті роки) і кінофільмах (режисерів Клода Отан-Лара (Claude Autant-Lara), Альфреда Хічкока (Alfred Hitchcock) та ін.) Створював сценічні туалети для таких зірок естради та кіноекрану як Едіт Піаф і Марлен Дітріх, The Beatles.
Крістіан Діор завжди мав схильність до ароматів: «Парфуми — це неперевершений відтінок жіночої індивідуальності, це останній штрих образу». Miss Dior, Diorama, Diorissimo, випущені ще за життя Діора, Dioressence і Diorella — усі ці парфуми, у назвах яких присутнє заповітне ім'я Dior, утворюють ряд класичних «діорівських» ароматів. Їх флакони і упаковки виконані у введеному самим Діором фірмовому стилі: гама «тріанонівського» сірого кольору, білого та рожевого, медальйони а-ля Людовік XVI, атласні стрічки, папір з фактурою рогожки в рубчик «куряча лапка».